# Zamastoczcza (sielsowiet Berezyna)
Zamastoczcza (biał. Замасточча; ros. Замосточье, Zamostoczje) – wieś na Białorusi, w obwodzie witebskim, w rejonie dokszyckim, w sielsowiecie Berezyna. W 2009 roku liczyła 10 mieszkańców.